# 長井郵便局 (神奈川県)
長井郵便局（ながいゆうびんきょく）は神奈川県横須賀市にある郵便局。民営化前の分類では集配普通郵便局であった。

## 概要
住所：〒238-0399 神奈川県横須賀市長井3丁目47-5
民営化直前の集配業務再編において、多くの集配普通郵便局は統括センターとなったが、当局は配達センターとされたため、民営化後も郵便事業株式会社の支店は併設されず、集配センターが併設された。

## 沿革
- 1874年（明治7年）3月 - 長井郵便取扱所として三浦郡長井村に開設[1]。
- 1875年（明治8年）1月1日 - 長井郵便局（五等）となる。
- 1885年（明治18年）10月1日 - 貯金取扱を開始。
- 1893年（明治26年）4月1日 - 為替取扱を開始。
- 1911年（明治44年）3月11日 - 電信取扱を開始。
- 1916年（大正5年）10月1日 - 簡易生命保険取扱を開始。
- 1927年（昭和2年）6月15日 - 局舎新築（長井町4554）
- 1927年（昭和2年）10月6日 - 電話交換事務を開始。
- 1967年（昭和42年）9月26日 - 電話交換事務を横須賀電報電話局に移管[2]。
- 1967年（昭和42年）11月26日 -　局舎新築移転（長井町9の254）
- 1980年（昭和55年）8月20日 - 風景入通信日付印の使用を開始。
- 1986年（昭和61年）3月10日 - 三浦市初声町を南下浦郵便局の郵便区に編入
- 1996年（平成8年）8月5日 -　局舎新築移転（現在地）[3]。
- 2004年（平成16年）8月1日 -　局種を特定郵便局から普通郵便局へ改定（集配普通郵便局）
- 2007年（平成19年）10月1日 - 民営化に伴い、併設された郵便事業横須賀支店長井集配センターに一部業務を移管。
- 2012年（平成24年）10月1日 - 日本郵便株式会社発足に伴い、郵便事業横須賀支店長井集配センターを長井郵便局に統合。

## 取扱内容
- 郵便、印紙、ゆうパック、内容証明
- 貯金、為替、振替、振込、国際送金、国債、投資信託
- 生命保険、バイク自賠責保険、自動車保険
- ゆうちょ銀行ATM
- 横須賀市内の一部地域（（238-03**）太田和、山科台、武、須軽谷、林、長井、御幸浜）の集配業務

## 周辺
- 長井漁港
- 横須賀市立長井中学校
- 横須賀市立長井小学校
- 国道134号
- 長井海の手公園 ソレイユの丘
- 武山駐屯地

## アクセス
- 京浜急行バス 岡崎停留所下車
- 横浜横須賀道路 衣笠ICから南東へ、三浦縦貫道路経由約7km
- 駐車場あり：8台